# Juke Blues
Juke Blues — британський музичний журнал, присвячений як традиційному афроамериканському блюзу та і джазу, соулу, госпелу та ритм-енд-блюзу. Журнал публікує статті, інтерв'ю, новини і фотографії виконавців, а також огляди альбомів, книжок та фестивалів. Був заснований в Лондоні у 1985 році Джоном Бравеном, Безом Тернером та Сіллі Хаґґінс, яка наразі є головним редактором журналу. У 2004 році Juke Blues було занесено до Зали слави блюзу.